# Acantholimon zaprjagaevii
Acantholimon zaprjagaevii är en triftväxtart som beskrevs av Igor Alexandrovich Linczevski. Acantholimon zaprjagaevii ingår i släktet Acantholimon och familjen triftväxter. Inga underarter finns listade i Catalogue of Life.